# Gratenvisachtigen
De gratenvisachtigen (Albuliformes) zijn een orde van de straalvinnige vissen.

## Familie
- Albulidae (Gratenvissen)